# Tingshus

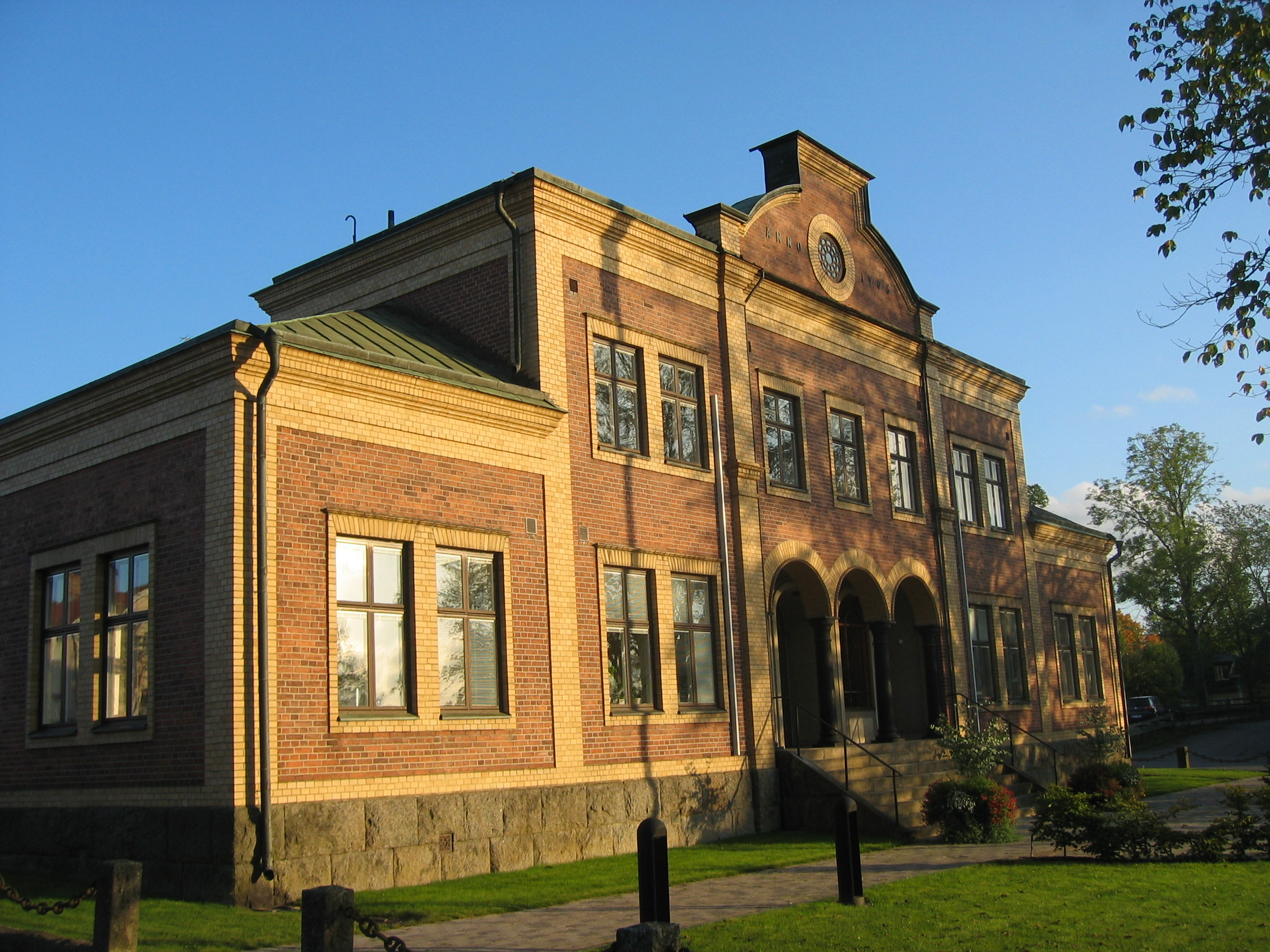
Sävsjö tingshus, numera kommunhus i Sävsjö kommun.

Ett tingshus är i Sverige normalt en domstolsbyggnad för en allmän underrätt. Begreppet bevarades också i Storfurstendömet Finland efter separationen från Sverige 1809. 
Tidigare användes begreppet endast om häradsrätternas byggnader, som administrerades av särskilda tingshusbyggnadsskyldige. Rådhusrätterna huserade, som namnet antyder, i städernas rådhus.
Efter tingsrättsreformen i Sverige 1971 finns inte längre någon sådan skillnad, men normalt används den hävdvunna benämningen (rådhus eller tingshus) för varje enskild domstolsbyggnad. 
I början av 2000-talet slogs många tingsrätter samman och nya tingshus byggdes. Ett av de mest moderna tingshusen togs i bruk i april 2007 i Flemingsberg i Huddinge kommun söder om Stockholm. Även i Sollentuna norr om Stockholm har ett nytt tingshus tagits i bruk 2010.
Även äldre byggnader, med i dag helt annat funktion, kan ofta fortsatt benämnas tingshus.

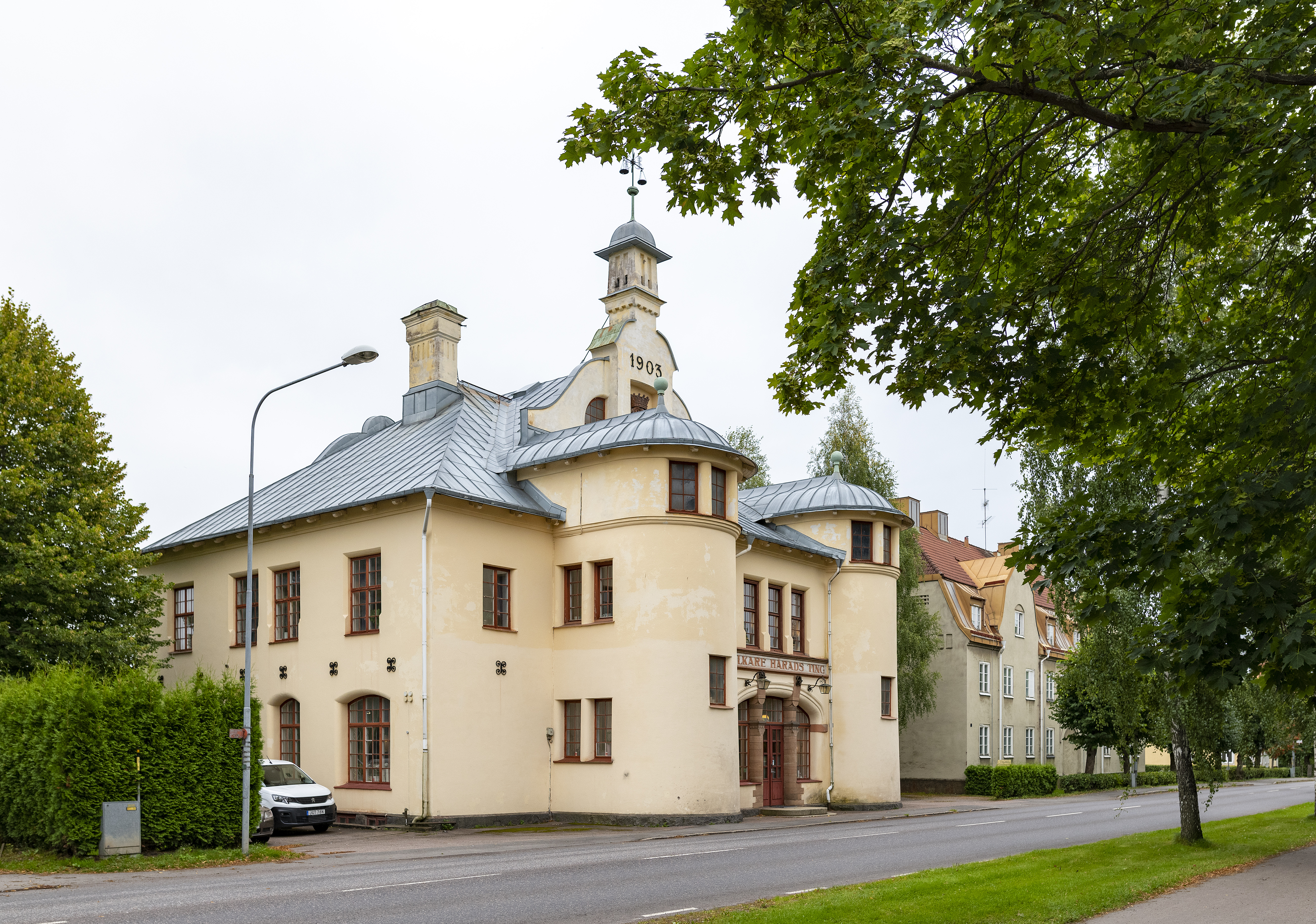
Krylbo tingshus

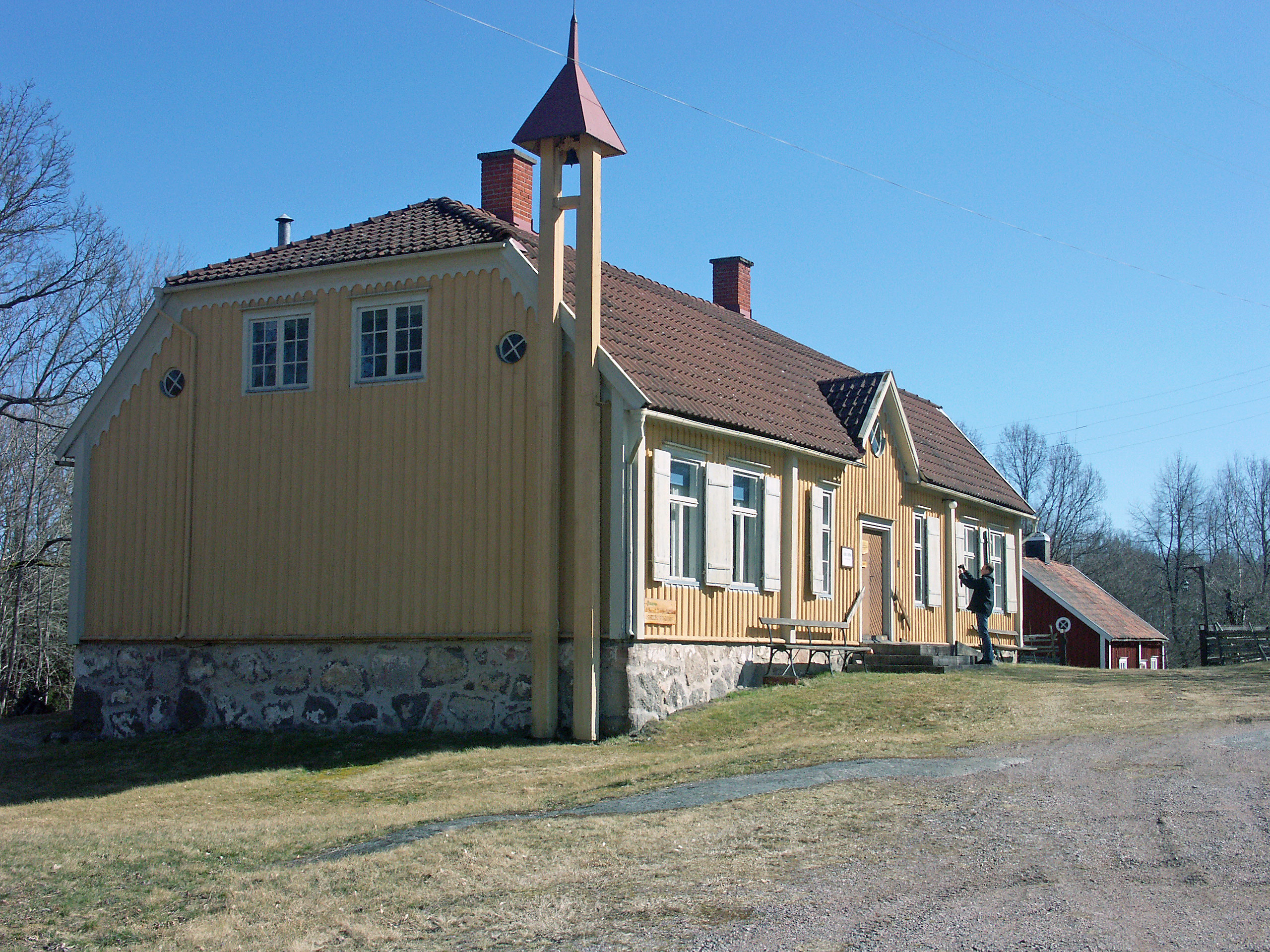
Ishults tingshus, Tuna socken

## Exempel
I Sverige
- Haga tingshus
- Ishults tingshus
- Listers härads tingshus
- Skaraborgs tingshus

I Finland
- Pedersöre tingshus Det enda bevarade med tillhörande inredning på sin ursprungliga plats i Finland.[2]